# Vălčo Stoev
Vălčo Stoev (bulharsky Вълчо Стоев; * 20. ledna 1952) je bývalý bulharský atlet, halový mistr Evropy ve vrhu koulí.
V roce 1975 se stal halovým mistrem Evropy ve vrhu koulí. V letech 1974 i 1978 obsadil na evropských šampionátech vždy deváté místo.